# Іннокентій III (антипапа)
Ланцо із Сецце або Ландон — був антипапою до папи Олександра III з 29 вересня 1179 року до січня 1180 року.
Призначений антипапою Віктором IV (II) Іннокентій III був останнім антипапою часів папи Олександра III. Імператор Фрідріх I Барбаросса конфлікт якого з Олександром III вже мав 20-річну історію повільно згасав. Мирний договір між ними підписано у Венеції у 1177 році, за ним імператор теж визнавав понтифікат папи Олександра III. Іннокентій III мав резиденцію на півдні Італії, однак прихильники папи Олександра III схопили його. Як наслідок, антипапа помер наступного року в засланні в монастирі в Кава-де-Тіррені.